# Juan Diego Botto
Juan Diego Botto Rota (Buenos Aires, 29 d'agost de 1975) és un actor argentí-espanyol. És fill dels actors argentins Cristina Rota i Diego Botto, i germà de María Botto i Nur Levi, també actrius.

## Biografia
Juan Diego Botto va néixer el 29 d'agost de 1975 en Buenos Aires, Argentina. És fill de l'actriu argentina, i professora d'interpretació Cristina Rota, i de l'actor argentí Diego Fernando Botto, qui va desaparèixer en 1977 durant la campanya de terror de la dictadura argentina de Videla. La parella tenia una filla gran, la també actriu María Botto (1974).
En 1978, quan tenia només 2 anys, la seva mare embarassada d'una nova parella va decidir abandonar el país i traslladar-se a Espanya on va donar a llum a la seva filla la també actriu Nur Levi (1979). La família fixa la seva residència permanentment a Espanya gràcies a la doble nacionalitat, i des de llavors Botto s'hi criarà i residirà.
És parella de la periodista Olga Rodríguez amb qui té una filla anomenada Salma Botto Rodríguez.
Botto va estudiar interpretació a l'escola fundada per la seva mare a Madrid, germen del posterior Centro de Nuevos Creadores, amb seu en la Sala Mirador, per on han passat alguns dels millors actors i actrius espanyols. Més tard es va traslladar a Nova York per a continuar els seus estudis sota la direcció d'Uta Hagen.
La seva primera aparició al cinema va ser als 8 anys a la pel·lícula Juego de poder, de Fausto Canel (1983).
Durant la dècada dels 80 fa petits papers en pel·lícules, fins i tot aconsegueix un rol permanent en la famosa sèrie de televisió estatunidenca El Zorro, fins que en 1992 aconsegueix un paper com a fill de Cristòfor Colom a la pel·lícula 1492: Conquest of Paradise, de Ridley Scott. Tres anys després protagonitza la pel·lícula Historias del Kronen de Montxo Armendáriz amb la que va assolir gran èxit i popularitat.
Des de llavors, la seva carrera ha comptat amb conegudes pel·lícules, com Martín (Hache), del director Adolfo Aristarain, Silencio roto, de Montxo Armendáriz, Plenilunio, d'Imanol Uribe, Asfalto, de Daniel Calparsoro, Vete de mí, de Víctor García León, Todo lo que tú quieras d'Achero Mañas, entre moltes altres, així com diversos treballs a l'estranger, com The Dancer Upstairs (Passos de ball), dirigida per John Malkovich i protagonitzada per Javier Bardem, Bordertown (Ciutat del silenci), de Gregory Nava, protagonitzada per Jennifer López, La dona de l'anarquista, de Marie Noëlle i Peter Sehr, o El Greco, de Yannis Smaragdis, per la qual va obtenir en 2008 el Premi al Millor Actor en el Festival del Caire.
En la seva carrera professional ha compaginat sempre el cinema i el teatre. És coordinador del teatre Sala Mirador.
El 2005 dirigí l'obra de teatre El privilegio de ser perro, escrita per ell mateix. Al desembre de 2008, i després d'una gira per tot Espanya, va estrenar sl Teatro María Guerrero de Madrid Hamlet, dirigida i protagonitzada per ell, juntament amb José Coronado, Marta Etura i Neu de Medina, entre d'altres. També és autor de les obres de teatre Despertares y celebraciones, dirigida per Cristina Rota i La última noche de la peste, dirigida per Víctor García León.
En 2012 escriu l'obra de teatre Un trozo invisible de este mundo. El text, que tracta sobre immigració i exili, barreja drama i humor amb compromís. En ella actua dirigit per Sergio Peris-Mencheta. Juan Diego Botto va obtenir en 2014 els Premis Max de Teatre a Millor Actor i Millor Autor Revelació per aquesta obra, que es va fer a més amb el Premi Max a Millor Obra de l'any.
Al cinema ha rebut nombroses distincions. Ha estat quatre vegades nominat als Premis Goya per les seves participacions en les pel·lícules Historias del Kronen de Montxo Armendáriz (1995), Plenilunio d'Imanol Uribe (2000), Vete de mí de Víctor García León (2006), i Ismael de Marcelo Piñeyro (2013). També la seva carrera en el teatre li ha fet guanyador d'un Premi Fotogramas de Plata al millor actor de teatre en 2008 per la seva participació en Hamlet, així com dos premis Max i un Premi Cosmopolitan.
Botto ha participat en més de 40 produccions cinematogràfiques. De les últimes destaquen Silencio en la nieve de Gerardo Herrero (2012), Hablar de Joaquim Oristrell (2015), Ismael de Marcelo Piñeyro (2013) i La ignorancia de la sangre de Manuel Gómez Pereira (2014).
En 2016 va estrenar la sèrie Good Behavior per al canal nord-americà TNT. En ella interpreta a Javier, un assassí a sou que es creua amb Letty (Michelle Dockery), una lladre professional. Sota el seu fred i calculador treball, tots dos amaguen una realitat familiar dura i fosca.
El gener de 2017 va estrenar la sèrie de suspens Pulsaciones a Antena 3, on interpreta a Rodrigo Ugarte.

## Filmografia

### Com a actor
| Pel·lícula                              | Director                                       | Any  |  |
| Juego de poder                          | Fausto Canel                                   | 1983 |  |
| Teo el pelirrojo                        | Paco Lucio                                     | 1985 |  |
| Los motivos de Berta                    | José Luis Guerín                               | 1985 |  |
| El río de oro                           | Jaime Chávarri                                 | 1986 |  |
| Hace quince años                        | José Luis Escolar                              | 1987 |  |
| Si te dicen que caí                     | Vicente Aranda                                 | 1989 |  |
| Ovejas negras                           | José Luis Carreño                              | 1990 |  |
| Cómo ser mujer y no morir en el intento | Ana Belén                                      | 1991 |  |
| 1492: Conquest of Paradise              | Ridley Scott                                   | 1992 |  |
| Máscara de Dijon                        | Nicolás Echevarría                             | 1993 |  |
| Historias del Kronen                    | Montxo Armendáriz                              | 1995 |  |
| La sal de la vida                       | Eugenio Martín                                 | 1996 |  |
| Éxtasis                                 | Mariano Barroso                                | 1996 |  |
| La Celestina                            | Gerardo Vera                                   | 1996 |  |
| Más que amor, frenesí                   | Alfonso Albacete, David Menkes i Miguel Bardem | 1996 |  |
| En brazos de la mujer madura            | Manuel Lombardero                              | 1997 |  |
| Martín Hache                            | Adolfo Aristarain                              | 1997 |  |
| ¿Soy linda?                             | Doris Dörrie                                   | 1998 |  |
| Plenilunio                              | Imanol Uribe                                   | 1999 |  |
| Novios                                  | Joaquín Oristrell                              | 1999 |  |
| Sobreviviré                             | Alfonso Albacete i David Menkes                | 1999 |  |
| Ave María                               | Eduardo Rossoff                                | 1999 |  |
| Asfalto                                 | Daniel Calparsoro                              | 2000 |  |
| Silencio roto                           | Montxo Armendáriz                              | 2001 |  |
| Pasos de baile                          | John Malkovich                                 | 2001 |  |
| El caballero Don Quijote                | Manuel Gutiérrez Aragón                        | 2002 |  |
| Trece campanadas                        | Xabier Villaverde                              | 2002 |  |
| El balancín de Iván (curtmetratge)      | Darío Stegmayer                                | 2002 |  |
| Los abajo firmantes                     | Joaquín Oristrell                              | 2003 |  |
| Roma                                    | Adolfo Aristarain                              | 2004 |  |
| Obaba                                   | Montxo Armendáriz                              | 2005 |  |
| La fiesta del Chivo                     | Luis Llosa                                     | 2005 |  |
| Vete de mí                              | Víctor García León                             | 2006 |  |
| Bordertown                              | Gregory Nava                                   | 2006 |  |
| Va a ser que nadie es perfecto          | Joaquín Oristrell                              | 2006 |  |
| La ciudad del silencio                  | Gregory Nava                                   | 2007 |  |
| El Greco                                | Yannis Smaragdis                               | 2007 |  |
| La mujer del anarquista                 | Peter Sehr i Marie Noëlle                      | 2008 |  |
| Las viudas de los jueves                | Marcelo Piñeyro                                | 2009 |  |
| Todo lo que tú quieras                  | Achero Mañas                                   | 2010 |  |
| Silencio en la nieve                    | Gerardo Herrero                                | 2011 |  |
| Dictado                                 | Antonio Chavarrías                             | 2012 |  |
| Ismael                                  | Marcelo Piñeyro                                | 2013 |  |
| La ignorancia de la sangre              | Manuel Gómez Pereira                           | 2014 |  |
| Hablar                                  | Joaquín Oristrell                              | 2015 |  |
| Los comensales                          | Sergio Villanueva                              | 2017 |  |
| The Suicide Squad                       | James Gunn                                     | 2021 |  |

### Com a director
- ¡Hay motivo!, llargmetratge col·lectiu de protesta en que participa com a director del curtmetratge Doble moral (2004).
- En los márgenes, primer llargmetratge de ficció, protagonitzat per Penélope Cruz i Luis Tosar (2022).[24]

### Com a guionista
- Los abajo firmantes, de Joaquim Oristrell (2003)

## Televisió
| Sèrie         | Director        | Any            | Notes       |
| ------------- | --------------- | -------------- | ----------- |
| El Zorro      | Donald Paonessa | (1990 –1993)   | 12 capítols |
| Lucrecia      | Mariano Barroso | (1996)         |             |
| Augustus      | Roger Young     | (2003)         |             |
| Pulsaciones   | Rodrigo Ugarte  | (2017)         | 10 capítols |
| Good Behavior | Javier Pereira  | (2016-2017)    | 20 capítols |
| Instinto      | Pol Garrido     | (2019-present) | ¿? capítols |

## Teatre

### Com a actor
| Obra                                  | Autor               | Director              |
| ------------------------------------- | ------------------- | --------------------- |
| Rosencrantz & Guilderstern han muerto | Tom Stoppard        | Cristina Rota         |
| Alessio                               | Ignacio García May  | Pere Planella         |
| Veinte años no es nada                | Eduardo Recabarren  | Eduardo Recabarren    |
| Un rufián en la escalera              | Joe Orton           | Cristina Rota         |
| Ciudades perdidas                     | Bertolt Brecht      | Daniel Suárez         |
| Coriolano                             | William Shakespeare | Eusebio Lázaro        |
| El privilegio de ser perro            | Juan Diego Botto    | Juan Diego Botto      |
| Hamlet                                | William Shakespeare | Juan Diego Botto      |
| Un Trozo Invisible de Este Mundo      | Juan Diego Botto    | Sergio Peris-Mencheta |
| Una noche sin luna                    | Juan Diego Botto    | Sergio Peris-Mencheta |

### Com a autor
- El privilegio de ser perro, debut com a dramaturg i director d'escena.
- Despertares y celebraciones, coescrita amb la seva mare i dirigida per ella.
- La última noche de la peste, dirigida per Víctor García León.
- Un trozo invisible de este mundo, dirigida per Sergio Peris-Mencheta.
- Una noche sin luna, dirigida per Sergio Peris-Mencheta

### Com a director
- El privilegio de ser perro
- Hamlet

## Videojocs

### Com a doblador
- Assassin's Creed 2, posa la veu al personatge de Leonardo Da Vinci al joc.[25]

## Premis i nominacions

### Premis Goya
| Any  | Categoria                                     | Pel·lícula           | Resultat |
| ---- | --------------------------------------------- | -------------------- | -------- |
| 2013 | Millor interpretació masculina de repartiment | Ismael               | Nominat  |
| 2006 | Millor interpretació masculina de repartiment | Vete de mí           | Nominat  |
| 2005 | Millor pel·lícula documental                  | ¡Hay motivo!         | Nominat  |
| 2000 | Millor interpretació masculina protagonista   | Plenilunio           | Nominat  |
| 1995 | Millor actor revelació                        | Historias del Kronen | Nominat  |

Premis Feroz
| Año  | Categoría                             | Trabajo nominado     | Resultado |
| ---- | ------------------------------------- | -------------------- | --------- |
| 2021 | Millor actor de repartiment           | Los europeos         | Guanyador |
| 2023 | Millor actor protagonista d'una sèrie | No me gusta conducir | Guanyador |

### Premis de la Unión de Actores
| Any  | Categoria                           | Pel·lícula           | Resultat |
| ---- | ----------------------------------- | -------------------- | -------- |
| 2009 | Millor actor protagonista de teatre | Hamlet               | Nominat  |
| 2006 | Millor actor secundari de cinema    | Vete de mí           | Nominat  |
| 1995 | Millor interpretació revelació      | Historias del Kronen | Nominat  |

### Premi Fotogramas de Plata
| Any  | Categoria              | Pel·lícula | Resultat  |
| ---- | ---------------------- | ---------- | --------- |
| 2008 | Millor actor de teatre | Hamlet     | Guanyador |

### Premis Festival de Cine del Caire
| Any  | Categoria    | Pel·lícula | Resultat  |
| ---- | ------------ | ---------- | --------- |
| 2008 | Millor actor | El Greco   | Guanyador |

### Premis Max de Teatre
| Any  | Categoria              | Pel·lícula                       | Resultat  |
| ---- | ---------------------- | -------------------------------- | --------- |
| 2014 | Millor actor           | Un trozo invisible de este mundo | Guanyador |
| 2014 | Millor autor revelació | Un trozo invisible de este mundo | Guanyador |

### Premis Cosmopolitan
| Any  | Categoria       | Pel·lícula      | Resultat  |
| ---- | --------------- | --------------- | --------- |
| 2014 | Campió de Capua | Campió de Capua | Guanyador |

### Premi Pau i Justícia (Festival Humans Fest edició VIII)
| Any  | Categoria            | Resultat                                                                           |
| ---- | -------------------- | ---------------------------------------------------------------------------------- |
| 2017 | Premi Pau i Justícia | A la carrera professional cinematogràfica dedicada a la defensa dels drets humans. |